# Zalotka (przyrząd kosmetyczny)

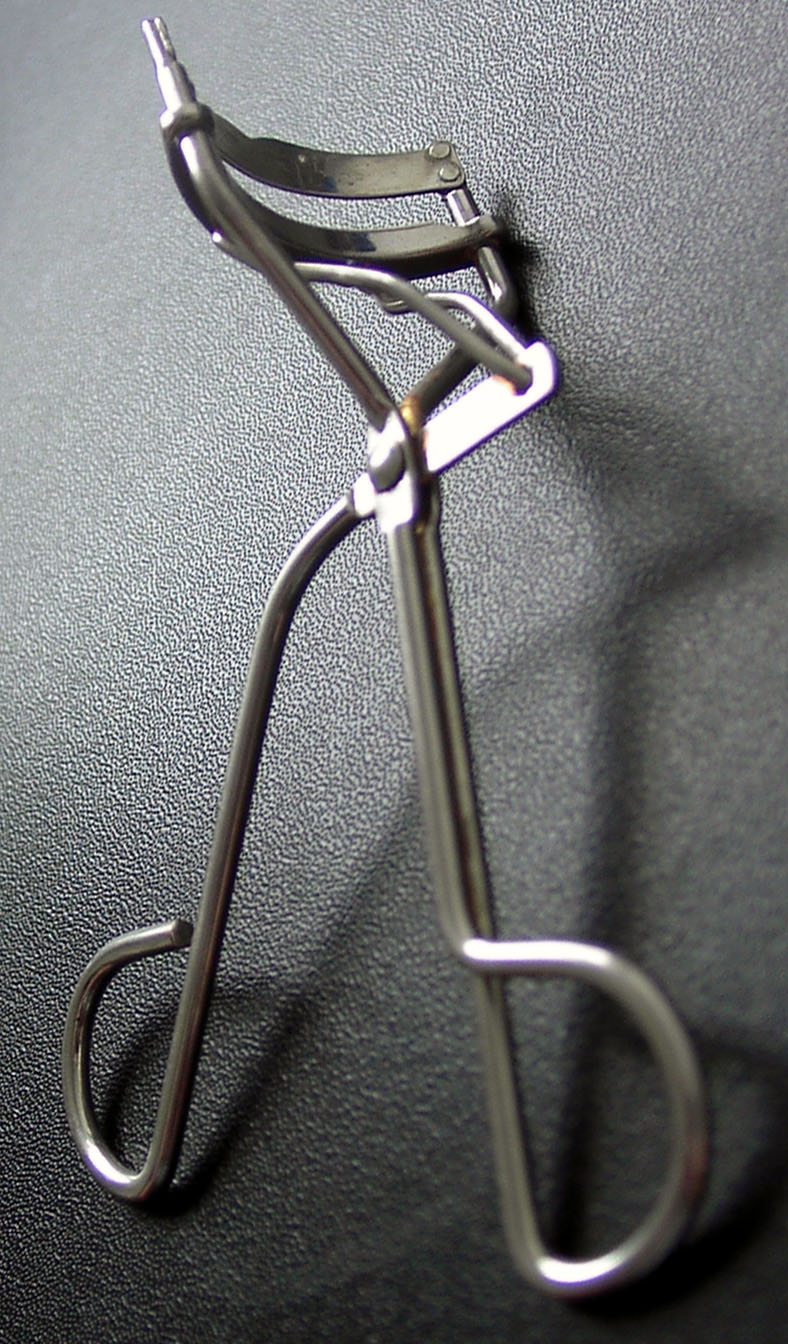
Zalotka

Zalotka – przyrząd kosmetyczny służący do podkręcania rzęs. Kształtem jest on podobny do małych nożyczek, które zamiast ostrzy mają zaciskaną na rzęsach końcówkę.
Można wyróżnić zalotki mechaniczne i elektryczne. Te ostatnie delikatnie nagrzewają się zapewniając trwalszy efekt.